# Boréal Loppet

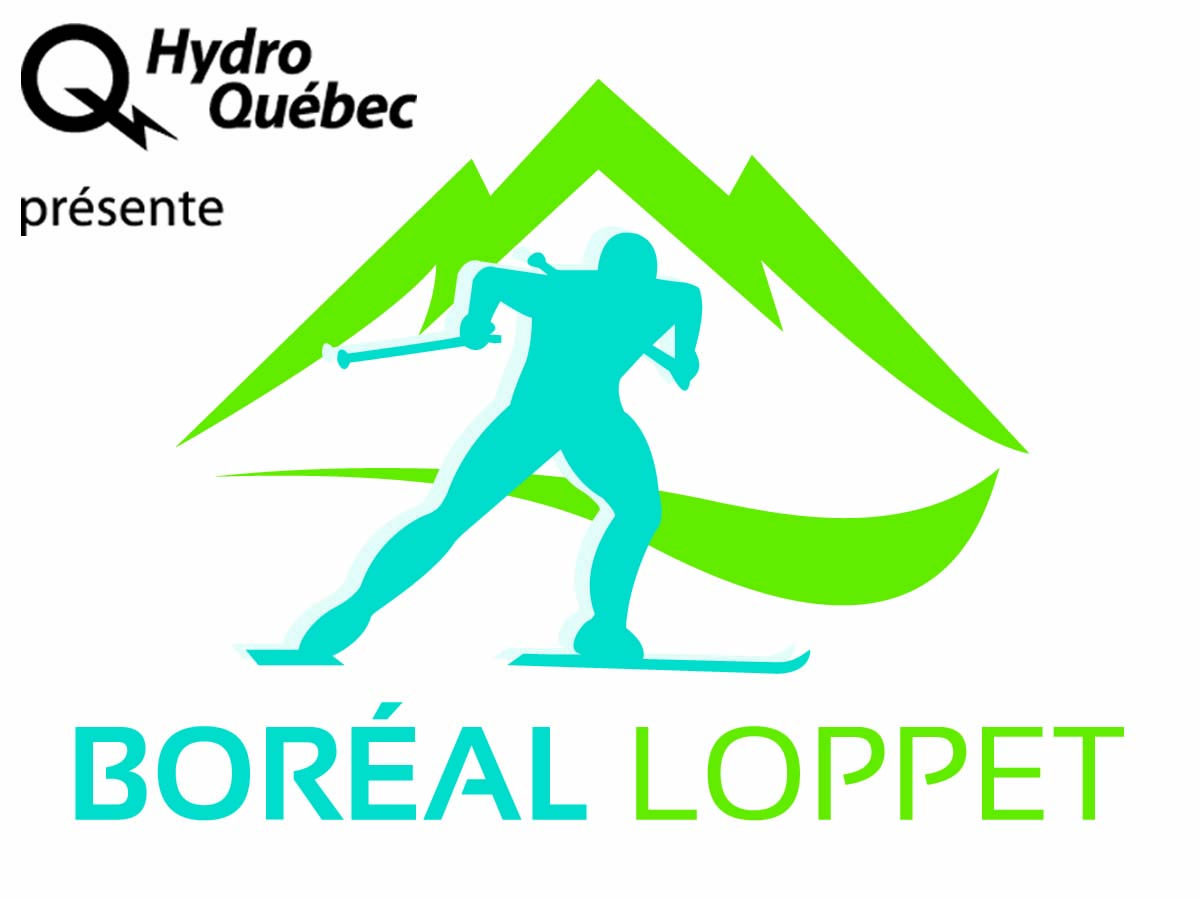
Logo 2013 du Boréal Loppet présenté par Hydro-Québec

Le Boréal Loppet, organisé régulièrement depuis 2004 à Forestville au Québec, est une compétition en ski de fond destinée autant à l'élite des skieurs québécois qu'aux amateurs désirant relever des défis sans miser sur la performance. Cinq parcours sont au programme : d'abord des boucles faciles de 4 km, 7 km et 13 km pour la famille, ensuite deux boucles de 27 km et 60 km pour les plus endurants. Tous les départs et les arrivées sont un même point, soit derrière un hôtel doté d'un restaurant.

## Histoire du Boréal Loppet
En 2002, l'idée d'organiser une compétition de longue distance en ski de fond (loppet) au nord de Forestville a germé dans l'esprit de Dave  Delaunay,  enseignant  en  éducation  physique, et d'Éric Maltais, enseignant en français de la polyvalente des Rivières de l'endroit et fervents skieurs. Dave proposa un parcours extrême : faire le grand tour en empruntant les sentiers de motoneige du club Nord-Neige se trouvant sur la ZEC de Forestville. C'est ce qu'on appellera plus tard Le Défi Boréal. Gino Jean, lui aussi enseignant en éducation physique, s'est joint à eux. La distance est de 100 km. L'engouement pour les compétitions de longue distance (Tour du Mont-Valin, Keskinada, épreuves raids et marathons en vélo de montagne) étaient alors notables au Québec, surtout dans la population des plus de 30 ans. Chacune de ces courses attire entre 300 et 500 coureurs (3 000 dans le cas de la Keskinada, en Outaouais). Le 28 février 2004, après deux ans de réflexion et deux mois de préparation, Dave Delaunay, Gino Jean et Éric Maltais, ainsi qu'une équipe de motoneigistes ont accompli la distance en 7 heures 55 minutes. La beauté du sentier et les conditions de ski ont confirmé que le Défi Boréal pouvait attirer bon nombre de skieurs d'élite et aussi ceux qui participent aux compétitions de type loppet au Québec. En 2005, on ajoutera à l'épreuve du 100 km un trajet de 38 km pour attirer une clientèle de skieurs friands de distances plus modestes. Le 25 mars 2006, le Défi Boréal devient le Boréal Loppet Hydro-Québec et propose cinq parcours.

## Principale caractéristique
De 2005 à 2011, cet événement a porté le titre de plus longue course de ski de fond au monde avec ses 103 km sur un parcours d'un point A au point B. L’événement accueille bon an mal an plus de 200 participants à chaque année avec un sommet de 280 en 2008. On compte également plus de 1 700 participants depuis la fondation du rendez-vous annuel.
L’événement a accueilli plusieurs porte-paroles dont l'animateur, écrivain et journaliste Michel Jean qui a officié lors de la 10e édition en 2014. Les participations de Pierre Lavoie, Steve Cyr et Marie-Pierre Parent (en) ont également été remarquées au fil des années antérieures.
Le rendez-vous hivernal fait partie des événements sanctionnés par Ski de fond Canada et Ski de fond Québec, il est également une des neuf (9) étapes du Circuit des maîtres de l'AMSFQ.

## Retombées sur le milieu
Depuis sa création, l’événement a généré des retombées économiques de près de 400 000 $ pour Forestville et ses environs. C'est aussi l'implication d'environ 150 bénévoles à chaque édition. Plus de 50 partenaires participent financièrement ou en services à la mise en place de l’événement dont Hydro-Québec qui figure comme présentateur depuis 2005.
L’événement est aussi reconnu pour ses investissements au fil du temps auprès de la persévérance scolaire et de la lutte au décrochage. Depuis 2004, près de 50 000 $ ont été ainsi injectés dans des bourses aux étudiants ou pour faciliter la pratique de sports scolaires à la polyvalente des Rivières. Résultat : le taux de décrochage dans cet établissement est passé de 25 %, en 2005, à 14 %, en 2013 grâce, entre autres, aux sommes investies dans les bourses ou clubs sportifs scolaires.
L’événement comporte un volet touristique hivernal important pour le tourisme en Manicouagan Côte-Nord et adhère à Tourisme Québec via sa campagne Bonjour Québec.

## Mentions remportées au fil des ans
- 2012 : Évènement de l'année à la soirée de reconnaissance des bénévoles de Forestville
- 2008 : Grand Prix du tourisme régional | Prix Festivals et événements touristiques : Budget d'exploitation de moins de 1 M$
- 2008 : Prix d'excellence de la Fédération des commissions scolaires du Québec[5]
- 2007 : Grand Prix du tourisme régional | Prix du développement du tourisme hivernal
- 2006 : Gala Méritas Unité régionale de loisir et de sport Côte-Nord | Événement sportif de l'année
- 2006 : Gala Hommage aux gens de chez nous | Événement sportif
- 2006 : Gala Hommage aux gens de chez nous | Prix du jury
- 2006 : Gala Hommage aux gens de chez nous | Prix sportif